# Pudsey, el gos
Pudsey, el gos (originalment en anglès, Pudsey The Dog: The Movie) és una pel·lícula de comèdia familiar britànica d'imatge real en 3D del 2014 dirigida per Nick Moore, produïda per Simon Cowell, escrita per Paul Rose amb música de Simon Woodgate i protagonitzada pel gos Pudsey, del duet de ball Ashleigh i Pudsey, amb la veu original de David Walliams. S'ha doblat al català.
El repartiment inclou Jessica Hynes, John Sessions, Jim Tavaré i Izzy Meikle-Small. La pel·lícula va ser realitzada per Vertigo Films i Syco Entertainment, i es va estrenar al Regne Unit el 18 de juliol de 2014, després que inicialment s'havia d'estrenar el desembre de l'any anterior. La pel·lícula va rebre crítiques negatives i va guanyar 2,6 milions de lliures amb un pressupost de 2,5 milions de lliures.

## Repartiment
- David Walliams com a Pudsey (veu original)
- John Sessions com a Thorne
- Jessica Hynes com a Gail
- Izzy Meikle-Small com a Molly
- Malachy Knights com a Tommy
- Luke Neal com a Jack
- Luke Tittensor com a Will
- Lorraine Kelly com a gat (veu)
- Dan Farrell com a Ken i Finn
- Jim Tavare com a rescatador de gossos
- Peter Serafinowicz com Edward, el cavall (veu original)
- Olivia Colman com a Nelly, l'egua (veu original)
- Ashleigh Butler com a Anabella, la vaca (veu original)